# Tymianki-Moderki
Tymianki-Moderki – wieś w Polsce położona w województwie mazowieckim, w powiecie ostrowskim, w gminie Boguty-Pianki.
Wieś wchodzi w skład sołectwa Tymianki-Okunie.
Wierni Kościoła rzymskokatolickiego należą do parafii św. Jana Apostoła w Nurze.

## Historia
W I Rzeczypospolitej Tymianki należały do ziemi nurskiej.
W roku 1827 we wsi 10 domów i 74 mieszkańców. Pod koniec wieku XIX miejscowość drobnoszlachecka w Powiecie ostrowskim, gmina Kamieńczyk Wielki, parafia Nur.
W 1921 r. wymieniono wsie: Tymianki-Moderki, Tymianki-Synaki, Tymianki-Wachnie. Naliczono tu łącznie 25 budynków z przeznaczeniem mieszkalnym oraz 147 mieszkańców (71 mężczyzn i 76 kobiet). Wszyscy podali narodowość polską. Miejscowość należała do parafii rzymskokatolickiej w m. Bogusze-Pianki. Podlegała pod Sąd Grodzki w Czyżewie i Okręgowy w Łomży; właściwy urząd pocztowy mieścił się w Bogutach.
W wyniku napaści ZSRR na Polskę we wrześniu 1939 miejscowość znalazła się pod okupacją sowiecką. Od czerwca 1941 roku pod okupacją niemiecką. Od 22 lipca 1941 do 1945 włączona w skład Landkreis Lomscha, Bezirk Bialystok III Rzeszy.
W latach 1975–1998 miejscowość administracyjnie należała do województwa łomżyńskiego.